# Ułamek tarcia
Ułamek tarcia – czwarty album studyjny polskiego zespołu hip-hopowego Kaliber 44 wydany 12 lutego 2016 roku, szesnaście lat po poprzednim, 3:44. Pierwszy bez udziału byłego członka DJ-a Feel-X-a. Promowany był singlami Nieodwracalne zmiany“ i „(Why Is It) Fresh“. Gościnnie wystąpili na nim m.in. Grubson, Gutek i Rahim. Nagrania uzyskały certyfikat platynowej płyty oraz dotarły do 1. miejsca zestawienia OLiS.

## Lista utworów
Opracowano na podstawie materiału źródłowego.
1. „Intro/Wdech”
2. „(Why Is It) Fresh”
3. „Rok podniesionych w górę rąk”
4. „Piosenka skit”
5. „Towarzystwo”
6. „Pewniak”
7. „Boogie skit”
8. „Razowy”
9. „Kung Fu”
10. „Nieodwracalne zmiany”
11. „Miłość skit”
12. „Historia”
13. „Superstary”
14. „Goń”
15. „Bounce skit”
16. „Bogusław Linda”
17. „CzerKaptur”
18. „Outro/Wydech”

## Twórcy
Opracowano na podstawie materiału źródłowego.

- Marcin „AbradAb” Marten – produkcja, inżynieria dźwięku, aranżacje, wokal (2–3, 4–6, 8–14, 16–17)
- Michał „Joka” Marten – wokal (2–3, 8, 10, 12, 14, 16)
- Jarosław „DJ Jaroz” Pakuszyński – skrecze, aranżacje
- Mateusz Pawluś – instrumenty klawiszowe, aranżacje
- Piotr „Gutek” Gutkowski – gitara (8), wokal (8), wokal wspierający (12), słowa (8)
- Justyna Motylska – wokal wspierający (3, 12)
- Tomasz Kubiak – gitara (8), inżynieria dźwięku (2)
- Tomasz Leś – gitara (13)
- Sebastian „Rahim” Salbert – wokal (9), słowa (9)
- Tomasz „Grubson” Iwanca – wokal (5), słowa (5)
- Piotr „Magik” Łuszcz (nagranie archiwalne) – wokal (1), słowa (1)
- Sebastian „Madmagister” Witkowski – miksowanie, mastering
- Maciej Dziekan – oprawa graficzna

## Certyfikat
| Polska (ZPAV) | Tytułem       | Status          | Sprzedaż |
| ------------- | ------------- | --------------- | -------- |
| Polska (ZPAV) | Ułamek tarcia | platynowa płyta | 30 000+  |